# Feldflieger-Abteilung 12
Feldflieger-Abteilung Nr. 12 – FFA 12 jednostka obserwacyjna i rozpoznawcza lotnictwa niemieckiego Luftstreitkräfte z początkowego okresu I wojny światowej.

## Informacje ogólne
W momencie wybuchu I wojny światowej z dniem 1 sierpnia 1914 roku została utworzona we Fliegerersatz Abteilung Nr. 3 i weszła w skład większej jednostki 2 Kompanii Batalionu Lotniczego Nr.1 w Döberitz.
Pierwszym dowódcą jednostki został kapitan Günther von Detten.
15 stycznia 1917 roku jednostka została przeformowana i zmieniona we Fliegerabteilung 12 Lb – (FA 12 Lb).
W jednostce służyli m.in. Diether von Kleist Busso von Bülow, Werner Zech.

## Dowódcy eskadry
| Stopień | Nazwisko           | Okres        |
| ------- | ------------------ | ------------ |
| Kapitan | Günther von Detten | 01.08.1914 – |